# Mordella bella
Mordella bella is een keversoort uit de familie spartelkevers (Mordellidae). De wetenschappelijke naam van de soort werd in 1878 gepubliceerd door Charles Owen Waterhouse.